# Utawarerumono: Mask of Truth
Utawarerumono: Mask of Truth (うたわれるもの 二人の白皇?, Utawarerumono: futari no Hakuoro) è un videogioco del 2016 uscito in esclusiva per le console PlayStation.
È il sequel di Utawarerumono: Mask of Deception (2015), di cui prosegue direttamente la trama.

## Trama
Kuon, principessa di Tuskur, si sveglia nella propria reggia paterna dopo aver dormito parecchi giorni. Inizialmente non ricorda nulla di ciò che è successo negli ultimi mesi, ma dopo aver parlato con familiari e servitori i ricordi riaffiorano alla sua mente: era in viaggio a Yamato, facendo per la prima volta delle amicizie, ma dopo aver appreso della presunta morte di Haku, di cui si era innamorata, era rimasta sconvolta e aveva abbandonato gli altri per far ritorno a Tuskur. Sentendosi in colpa, Kuon vuole ad ogni costo tornare dai suoi amici, ma i suoi cercano di dissuaderla ed anzi suo padre la informa che ha già deciso di lanciare una controffensiva contro Yamato, che li aveva attaccati ed ora è indebolito da una crisi interna. Così Kuon pensa che il modo migliore per salvare i suoi amici, assediati da altre fazioni di Yamato, sia di guidare lei stessa l'invasione.